# Theobald Böhm

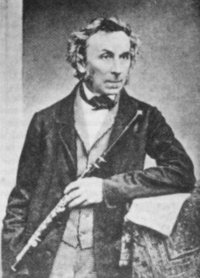
Theobald Böhm
(1794-1881)

Theobald Böhm, född 9 april 1794, död 25 november 1881, var en tysk flöjtist, tonsättare och uppfinnare från München, som gjort banbrytande insatser för träblåsinstruments konstruktion. Böhm var kunglig kapellmästare i München. Vid de äldsta flöjtkonstruktionerna fäste man största vikten på enkelt spelsätt och gjorde avkall på stämningen. Böhm lade i stället huvudvikten på renstämndhet och möjlighet till en komplett kromatisk skala så att godtycklig tonart kunde spelas.
För att klara hanteringen införde Böhm 1832 ett klaffsystem  så att man med fingrarna i bekvämt spelläge ändå kunde manövrera klaffar på stort avstånd. Genialisk var uppfinningen av ringklaffen  runt ett tonhål, varmed vanns att man genom ett system med hävstänger samtidigt som man med fingret täckte ett tonhål kunde påverka en klaff längre bort på instrumentet.
1853 presenterades patentflöjten. Böhmsystemet var inte begränsat till diverse mekanik i form av hävarmar och klaffar. Böhm var inte bara en virtuos i flöjtspelning, utan han hade även gedigna kunskaper i akustik, vilket kom väl till pass när tonhålens placering och hålens storlek skulle fastläggas. Generellt gjorde Böhm tonhålen större, än vad som dittills varit brukligt för flöjter. Han införde även en cylindrisk borrning av flöjter, som dittills varit svagt koniskt borrade. Munstycket, som dittills varit rakt borrat, ändrades av Böhm till parabolisk borrning.
Böhms förändringar gav sammantagna ett både mer lättspelat och bättre klingande instrument.
Principerna för Böhms klaffmekanism har sedan i modifierad form överförts till andra träblåsinstrument, såsom klarinett, saxofon, oboe m m och är nu dominerande för alla moderna instrument av dessa typer. Om sina flöjtkonstruktioner utgav Böhm verket Über den Flötenbau und die neuesten Verbesserungen desselben (1847).
Böhm uppfann saker även utanför musikens område, t.ex. en speciell kikare att användas för att upptäcka brand på långt avstånd.